# Uetersener Wasserturm
| Wasserturm Uetersen                                        | Wasserturm Uetersen                    |
| Uetersener Wasserturm                                      | Uetersener Wasserturm                  |
| Daten                                                      | Daten                                  |
| ---------------------------------------------------------- | -------------------------------------- |
| Baujahr:                                                   | 1925–1926                              |
| Denkmalschutz:                                             | Kulturdenkmal von besonderer Bedeutung |
| Turmhöhe:                                                  | 39,65 m                                |
| Nutzhöhe:                                                  | 35 m                                   |
| Behälterart:                                               | Zylindrischer Behälter                 |
| Volumen des Behälters:                                     | 20 m³                                  |
| Stilllegung:                                               | 1967                                   |
| Ursprüngliche Nutzung:                                     | Städtische Wasserversorgung            |
| Heutige Nutzung:                                           | ungenutzt                              |
| Das Uetersener Wasserwerk am Quellenweg wurde 1925 gebaut. |                                        |

Der Uetersener Wasserturm steht im Norden der Stadt an der Birkenallee. Er ist mit seinen 39 m Höhe weithin in der Umgebung sichtbar und wird daher in einigen Büchern als Wahrzeichen Uetersens angesehen. Der Wasserturm ist eingetragen als Technisches- und Kulturdenkmal von besonderer Bedeutung im Sinne von § 5 des Denkmalschutzgesetzes.

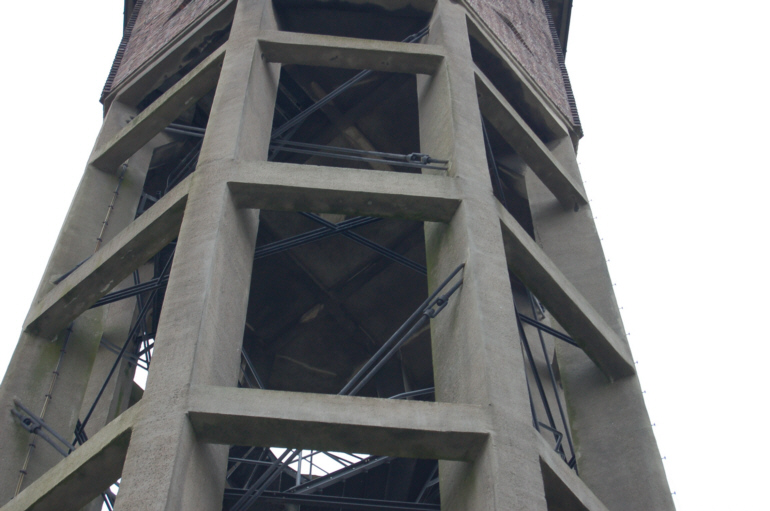
Stahlbeton-Konstruktion mit zusätzlichen Verstrebungen

## Bauwerk
Der Turm wurde 1925–1926 von der Hamburger Niederlassung der Bauunternehmung Dyckerhoff & Widmann AG und den Bremer Francke-Werken erbaut. Er gilt als Vertreter einer Architektur zwischen traditionellen und modernen Bauformen. Der zylindrische Wasserbehälter steht auf einer offenen Stahlbeton-Skelettkonstruktion. Im Bereich des Behälters ist die Konstruktion mit Ziegelmauerwerk verkleidet, das expressionistische Stilelemente aufweist. In jede der acht Seitenwände ist ein kleines Dreiecksfenster eingefügt, darüber – unmittelbar unter dem Dach – eine Dreiergruppe größerer Fenster. Die großzügige Verglasung könnte darauf hindeuten, dass der Turm auch als Aussichtsturm genutzt werden sollte. Nach oben wird das Bauwerk durch ein oktogonales, mit Kupferblech gedecktes Mansarddach abgeschlossen.

## Baugeschichte
Der Bau des Turms gestaltete sich äußerst schwierig, da der Baugrund sehr sandig war. Die acht Stützen der Stahlbetonkonstruktion mussten auf große Fundamente gestellt werden. Nachdem die Konstruktion stand, wurde der Wasserbehälter aufgesetzt. Um den Turm gegen Verwindungen und Schwankungen bei Sturm zu schützen, wurden zusätzliche Streben in die Stahlbetonkonstruktion eingearbeitet.
Die offene Skelettkonstruktion war ursprünglich nicht vorgesehen. Der Raum zwischen den Betonstützen sollte ausgemauert werden, sodass ein durchgender oktogonaler Baukörper mit Backsteinfassade entstanden wäre. Wegen der finanziellen Notsituation der Stadt unterblieb die Ausmauerung.

## Geschichtliches zur Wasserversorgung Uetersens
Mit den ersten Planungen für die Wasserversorgung für Uetersen wurde schon vor dem Ersten Weltkrieg begonnen. In der Zeit von 1925 bis 1926 wurde das Wasserwerk am Rande der Seestermüher Marsch (heute Quellenweg) errichtet und die ersten Wasserleitungen wurden verlegt. Das Wasser kam zunächst aus drei und später aus fünf Filterbrunnen. Die Förderleistung der Pumpen betrug zunächst 75 m³ und stieg dann auf 180 m³ Wasser pro Stunde. Dieses wurde dann quer durch die Stadt zum höchsten Punkt gepumpt, wo zur gleichen Zeit der Wasserturm entstand. Das Gelände dort liegt allerdings auch nur circa 10 m über NN.
In den ersten Betriebsjahren bis zum Zweiten Weltkrieg versorgte der Wasserturm rund 7500 Uetersener Einwohner mit Trinkwasser. Während des Krieges gab es Erwägungen, den Wasserturm zu sprengen, da er als Orientierungshilfe für feindliche Flugzeuge in Frage kam.
In der Nachkriegszeit bis zur Stilllegung im Jahr 1967 versorgte er bis zu 15000 Einwohner mit Wasser.
Das Uetersener Wasserwerk gehört heute zur Holsteiner Wasser GmbH (Stand 2009). In zwei Reinwasserbehältern mit je 1250 m³ Fassungsvermögen wird das aufbereitete Wasser gespeichert. Drehzahlgeregelte Pumpen speisen es dann mit einem Druck von 6,2 bar in das Trinkwassernetz ein. Ein Wasserturm ist nicht mehr notwendig, um den Druck konstant zu halten.

## Zeit nach der Stilllegung
Nach der Außerbetriebnahme gab es noch einmal Überlegungen, den Turm zu sprengen oder abzureißen, doch das war nach dem damaligen Stand der Technik nicht möglich, da zwischenzeitlich in der unmittelbaren Umgebung Häuser gebaut worden waren. Später gab es noch Ideen, den Wasserturm anders zu nutzen. So sollte der Turm als Wohnung oder als Aussichtsturm umgebaut werden. Aus Kostengründen wurden diese Pläne nicht umgesetzt, da der obere Teil des Turms nur über eine schmale offene Treppe zu erreichen ist und ein zusätzlicher Aufzug eingebaut werden müsste. Seit Oktober 1985 steht der Turm unter Denkmalschutz. Der 1970 von der Schleswag, der Schleswig-Holsteinischen Stromversorgungs AG, erworbene Wasserturm wurde 1986 von der Stadt Uetersen zurückgekauft. Er diente in letzter Zeit nur noch als Übungsobjekt für das THW und die Feuerwehr, die dort die Höhenrettung übten, und als Sendemast eines Mobilfunkanbieters. Nach der Übernahme (2016) durch ein Architektenbüro wurde im unteren Bereich ein Anbau errichtet, der als Büro dient. Der Wasserturm ist weiterhin unbenutzt.